# Eucalyptus
Pour l’article homonyme, voir Eucalyptus (informatique).
Genre
Classification phylogénétique
Synonymes
- Aromadendrum W.Anderson ex R.Br., 1810;
- Eudesmia R.Br., 1814;
- Symphyomyrtus Schauer, 1844

Taxons de rang inférieur
- Voir le texte

Répartition géographique
Les eucalyptus (du grec εὐ / eu, « bien », et καλυπτός / kaluptos, « couvert, recouvert ») forment un groupe très riche de plantes du genre Eucalyptus, de la famille des Myrtaceae et qui regroupait jusqu'en 1995 le genre Corymbia. Les eucalyptus sont originaires d'Australie, ils sont donc indigènes au continent australien, où ils dominent d'ailleurs 95 % des forêts. Plus de six cents espèces étaient recensées dans les années 1960, et plus de 800 dans les années 2000. Les eucalyptus possèdent toute une gamme de mécanismes d’adaptation et ont une croissance rapide, ce qui leur permet d'être présents dans de nombreux environnements. On utilise aussi, moins fréquemment, le mot gommier pour parler des eucalyptus.
Certaines espèces, notamment Eucalyptus globulus, ont été introduites en Europe, où elles se sont très bien acclimatées sur les rivages méditerranéens, ainsi qu'au Portugal, où d'immenses forêts d'eucalyptus ont été plantées pour la production de pâte à papier[citation nécessaire]. Ces espèces ont aussi été plantées en Afrique du Nord, notamment au Maroc, en Algérie, en Tunisie et en Libye. On les rencontre aussi dans les îles de Madagascar, de Mayotte, de Malte et de La Réunion, au Sri Lanka, en Afrique du Sud, en Côte d'Ivoire, en Ouganda sur les pentes du mont Elgon et dans le Sud-Ouest du pays, en Californie, en Argentine, au Brésil, au Chili, en Équateur et au Pérou.

## Description

### Taille et port
Un eucalyptus adulte peut, selon l'espèce, se présenter comme un buisson ou comme un arbre de très haute stature.
On a l'habitude de dire des eucalyptus qu'ils sont : 
- petits s'ils mesurent moins de dix mètres de haut ;
- de taille moyenne s'ils font entre dix et trente mètres ;
- grands s'ils mesurent entre trente et soixante mètres ;
- très grands s'ils atteignent plus de soixante mètres (certaines espèces atteignant quatre-vingt-dix mètres de hauteur).

Les arbres à tronc unique avec un faîte foliaire occupant la partie terminale du tronc sont des eucalyptus de forêt, et les arbres à tronc unique, mais dont les branches commencent à apparaître à une faible distance au-dessus du sol, sont les eucalyptus de bois.
Les mallees sont des arbres qui sont divisés en plusieurs troncs au niveau du sol et qui mesurent moins de dix mètres de haut ; le plus souvent ils portent des bouquets de végétation à l'extrémité de petites branches. Ils peuvent former des bosquets plus ou moins denses, qui portent le nom de mallees.
Les plus petits eucalyptus forment des buissons de moins de quatre mètres de haut.
Un mallet est un arbre de taille petite ou moyenne, à la base parfois cannelée, possédant des branches pointant vers le haut formant un faîte dense. Il s'agit généralement des espèces Eucalyptus occidentalis, E. astringens, E. spathulata, E. gardneri, E. dielsii, E. forrestiana, E. salubris, E. clivicola et E. ornata. Leur écorce lisse a souvent un aspect satiné et peut être de couleur blanche, crème, grise, verte ou cuivre.
Un Marlock, selon le terme utilisé en Australie-Occidentale, est un arbre de petite taille, au port dressé et au tronc très fin.

### Tronc

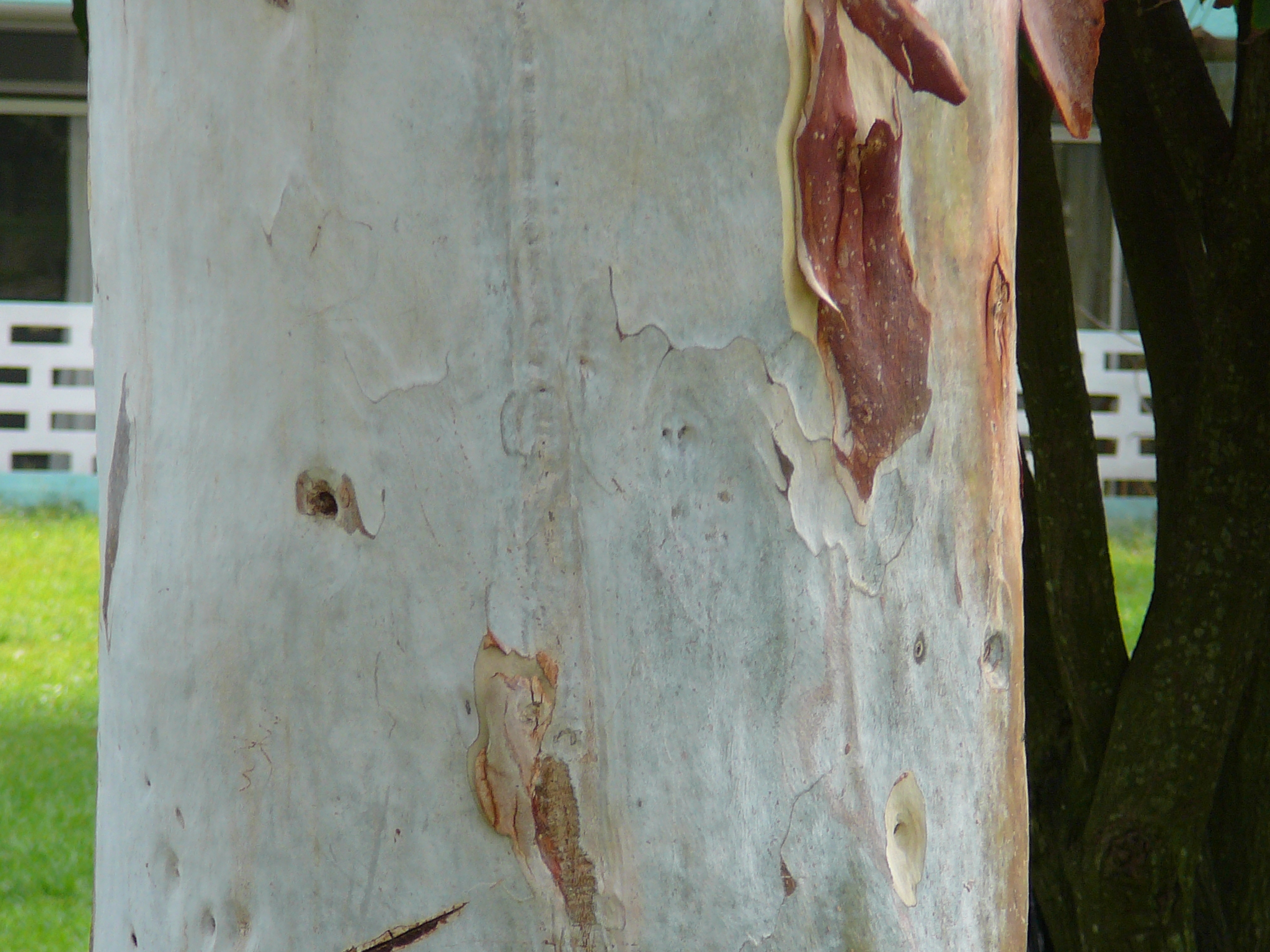
Écorce d’E. camaldulensis.

L’écorce est très utile pour l’identification et la distinction entre les espèces, car son apparence peut présenter de grandes différences : se décortiquant, dure, fibreuse, floconneuse, lisse, creusée de profonds sillons, etc.

### Feuilles
La plupart des eucalyptus ont un feuillage persistant, mais quelques espèces tropicales le perdent à la fin de la saison sèche. Comme chez les autres membres de la famille des Myrtaceae, les feuilles d'eucalyptus sont couvertes de glandes à huile. L'abondante production d'huile est une caractéristique importante de ce genre.
Les feuilles, bleutées, ont une curieuse caractéristique : sur les jeunes arbres, elles sont opposées, sessiles, ovales et glauques, et quand l'arbre grandit, elles deviennent alternes, pétiolées, très allongées, parfois un peu courbées comme des lames de faux, et d'un vert luisant. Les deux types de feuillage cohabitent dans les mêmes forêts, donnant l'impression qu'elles sont constituées d'arbres différents.
Cependant, beaucoup d'espèces comme Eucalyptus melanophloia et Corymbia setosa gardent toute leur vie le même type de feuilles. Eucalyptus macrocarpa, Eucalyptus rhodantha (en) et Eucalyptus crucis (en) sont cultivés comme plantes ornementales, car ils gardent longtemps leurs feuilles juvéniles. Eucalyptus petraea, Eucalyptus dundasii et Eucalyptus lansdowneana ont des feuilles d'un vert brillant pendant toute leur existence. Eucalyptus caesia, au contraire des autres, a ses premières feuilles de couleur brillante, alors que les suivantes sont glauques.
Cette dualité est utilisée dans la classification des eucalyptus.
Contrairement à la plupart des espèces aux feuilles décidues, l’orientation des feuilles d’eucalyptus est plutôt verticale. Cette disposition dans l’arbre a doté certaines espèces d’eucalyptus d’une adaptation particulière : les feuilles possèdent une couche de cellules palissadiques sur chacune de leurs faces. Les cellules palissadiques contenant les chloroplastes permettant la photosynthèse, l’eucalyptus peut donc capter de l’énergie lumineuse sur chacun des deux côtés de ses feuilles et tirer meilleur parti de la photosynthèse. Des stomates sont également présents sur chaque face des feuilles.

### Fleurs

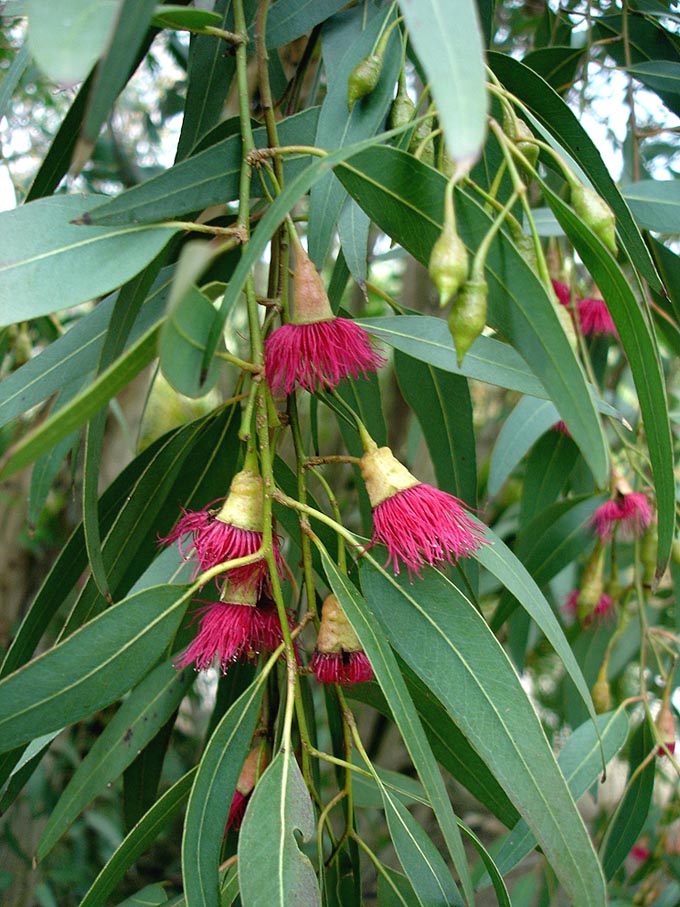
« Fleurs » (étamines) d’Eucalyptus leucoxylon dont certaines ne sont pas encore ouvertes et ont encore leur opercule.

Les fleurs sont très variées. Elles ont de très nombreuses étamines qui peuvent être de couleur blanche, crème, jaune, rose ou rouge. Au départ, les étamines sont encloses dans un étui fermé par un opercule (d'où le nom d'eucalyptus du grec eu : bien et kaluptos : couvert) formé par la fusion des pétales et/ou des sépales. Pour un même sujet, les opercules peuvent avoir différentes formes. Lorsque les étamines grandissent, elles soulèvent l'opercule et s'étalent pour former la fleur. La pollinisation des fleurs se fait principalement par les insectes, attirés par leur nectar.
Les fleurs d'eucalyptus constituent la source de nectar la plus abondante pour la production de miel en Australie.

### Fruits et graines

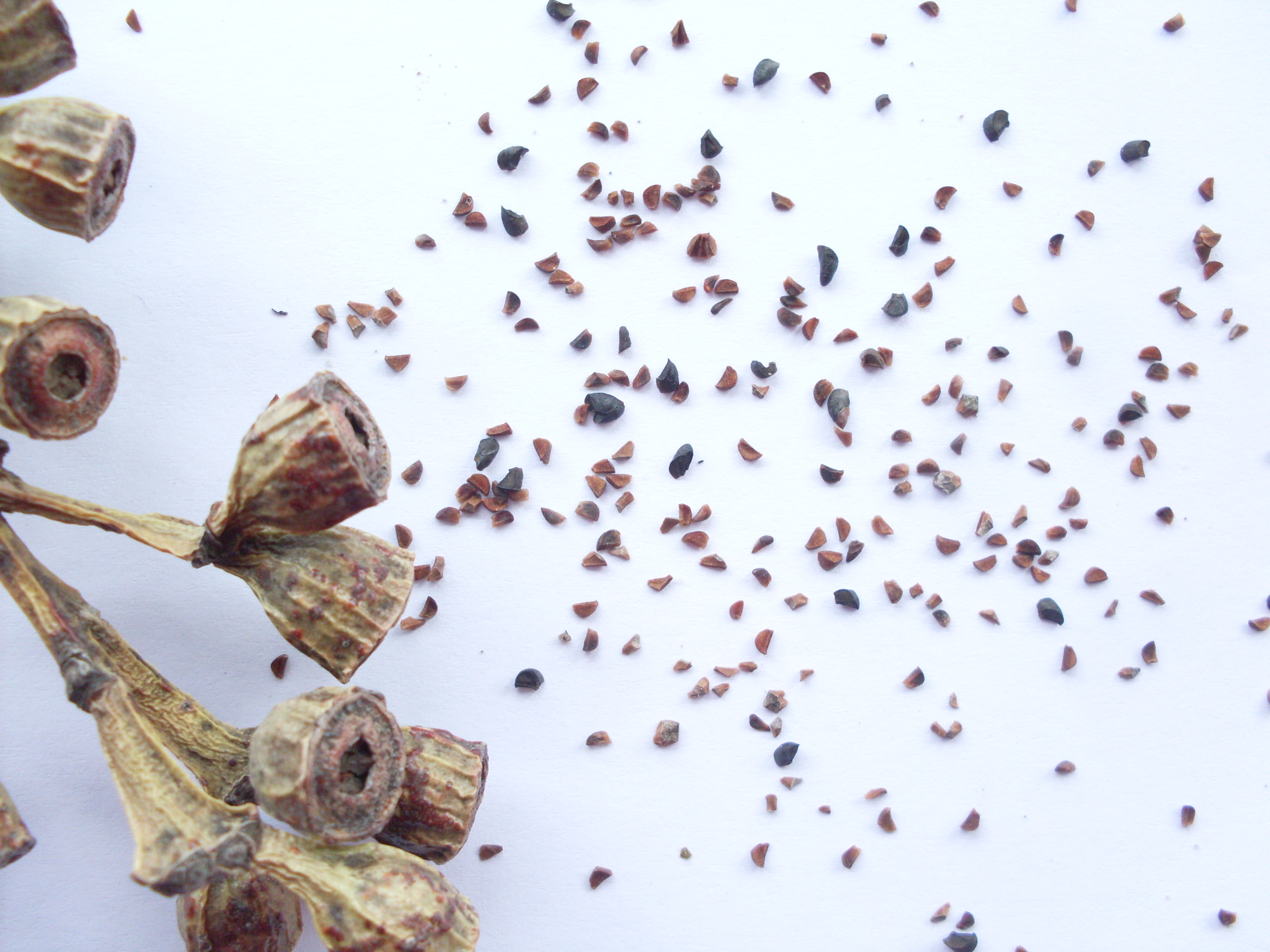
Fruits et graines dEucalyptus luehmanniana.

Les fruits d’eucalyptus sont formés par le développement du réceptacle ainsi que de l’ovaire qui s’y attache. Ils contiennent un nombre important d’ovules. Une partie de ces ovules seront fécondés par des grains de pollen distincts, lors de la pollinisation, mais ils ne le seront jamais en totalité. Après la fécondation, les graines vont se développer et faire grossir le fruit. Les fruits à maturité ont la forme d'un cône, ils sont secs et de couleur brune, et possèdent des valves qui se soulèvent pour laisser échapper les graines. La plupart des espèces ne fleurissent pas avant l'apparition du feuillage adulte, sauf Eucalyptus cinerea et Eucalyptus perriniana.
La production de semences de petite taille et en très grand nombre pour chaque arbre, procure aux eucalyptus une importante aptitude à la dissémination et à la colonisation des terrains dénudés. Ainsi même si en conditions difficiles un nombre important des graines meurent il en survit toujours suffisamment pour maintenir l’espèce.

### Racines
La plupart des eucalyptus possèdent également des organes de sauvegarde souterrains appelés lignotubes. Ces lignotubes se présentent sous forme de renflements à la base du collet racinaire ; ce sont des massifs cellulaires indifférenciés contenant des réserves glucidiques comme l’amidon. Les eucalyptus, pour la majorité d'entre eux indigènes de l’Australie, ont évolué dans un environnement difficile, aride et soumis aux incendies répétés. Or, les lignotubes permettent justement à l’eucalyptus d'engendrer de nouvelles pousses si une perturbation majeure vient à détruire l'appareil végétatif aérien de la plante, partiellement ou dans sa totalité. Les lignotubes favorisent donc la survie des espèces d’eucalyptus possédant cette adaptation.

## Acclimatation

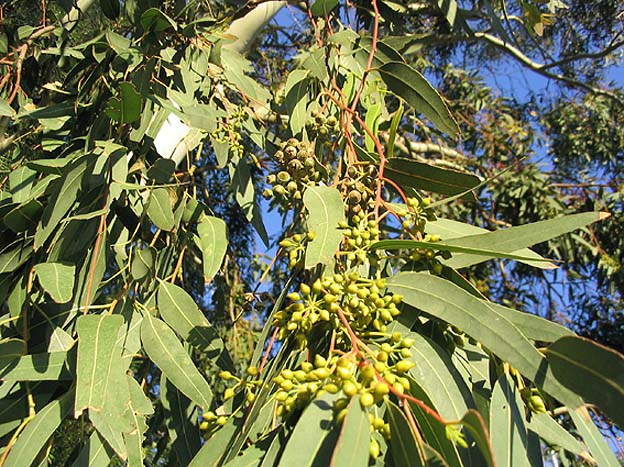
Inflorescences d'eucalyptus Eucalyptus camaldulensis.

Introduit au Maghreb et dans certains pays d'Europe, l'eucalyptus, qui, pour de nombreuses espèces, redoute les fortes gelées, s'est rapidement acclimaté aux conditions méditerranéennes très similaires à celles de la zone Sud-Ouest australienne, mais aussi aux conditions climatiques qui règnent au Pays basque et dans les plaines avoisinantes, et ce non sans impact sur la biodiversité locale. On l'a notamment planté en zone humide pour assécher les sols.
L'eucalyptus peut pousser en moyenne altitude, jusqu'à mille mètres. De grands groupes industriels ont planté plusieurs millions d'hectares de l'espèce Eucalyptus globulus pour la fabrication de pâte à papier. Cependant, des eucalyptus introduits en Afrique du Sud se développent fortement, en l'absence de parasites qui pourraient en réguler la population. Ce sont là des plantes éthélochores invasives (diffusion par culture sous forme de semences). Ses fruits et ses feuilles éloignant les insectes, il a ainsi été planté dans une partie de l'Afrique pour diminuer la propagation du paludisme. Cela a donné un excellent résultat, non par l'effet répulsif pour les insectes, mais parce que ses forts besoins en eau ont permis d'assécher les marais et d'empêcher ainsi la reproduction des moustiques, mais avec un danger nouveau : de plus grands risques de feux de forêts de grande ampleur.
Le programme MEDALUS a montré en zone aride que l'eucalyptus pouvait contribuer à l'érosion des sols et au ruissellement (par rapport à d'autres types d'usage du sol, sur pente).

## Hauteur
Plusieurs espèces d'eucalyptus sont parmi les plus grands arbres au monde. Eucalyptus regnans  est le plus grand angiosperme connu ; aujourd'hui, le plus grand spécimen mesuré nommé Centurion mesure 100 m de hauteur. Seul le Séquoia à feuilles d'if est plus grand et le Pin de Douglas a environ la même taille mais ce sont tous deux des conifères (gymnospermes). Six autres espèces d'eucalyptus dépassent 80 mètres de hauteur : Eucalyptus obliqua, Eucalyptus delegatensis, Eucalyptus diversicolor, Eucalyptus nitens, Eucalyptus globulus et Eucalyptus viminalis.

## Tolérance au froid
La plupart des eucalyptus ne supportent pas le gel ou seulement de faibles gelées jusqu'à −3 °C à −5 °C ; parmi les plus résistants le gommier des neiges (Eucalyptus pauciflora) est capable de supporter le froid et le gel jusqu'à environ −20 °C. Deux sous-espèces, E. pauciflora subsp. niphophila et E. pauciflora subsp. debeuzevillei en particulier, sont encore plus résistantes et peuvent tolérer même des hivers assez rigoureux. Certains écotype d' Eucalyptus glaucescens, Eucalyptus neglecta, Eucalyptus delegatensis, Eucalyptus perriniana subsp. familiaris et Eucalyptus dalrympleana ont passé -18c au jardin jungle dans le nord de la France mais il existe une grande variabilité au froid selon le lieu de récolte. Plusieurs autres espèces, notamment des hauts plateaux et des montagnes du centre de la Tasmanie comme Eucalyptus coccifera, Eucalyptus subcrenulata, Eucalyptus gunnii ont donné des formes extrêmement résistantes au froid et on a obtenu à partir de semences génétiquement sélectionnées des souches résistantes qui sont plantées pour l'ornement dans les régions froides de différentes parties du monde.

## Pathogènes, phytophages
L'Eucalyptus est sensible à divers pathogènes et phytophages, dont certaines espèces qui se sont acclimatées dans les régions où il a été introduit (ex : Psylle de l'Eucalyptus en France)

## Écologie

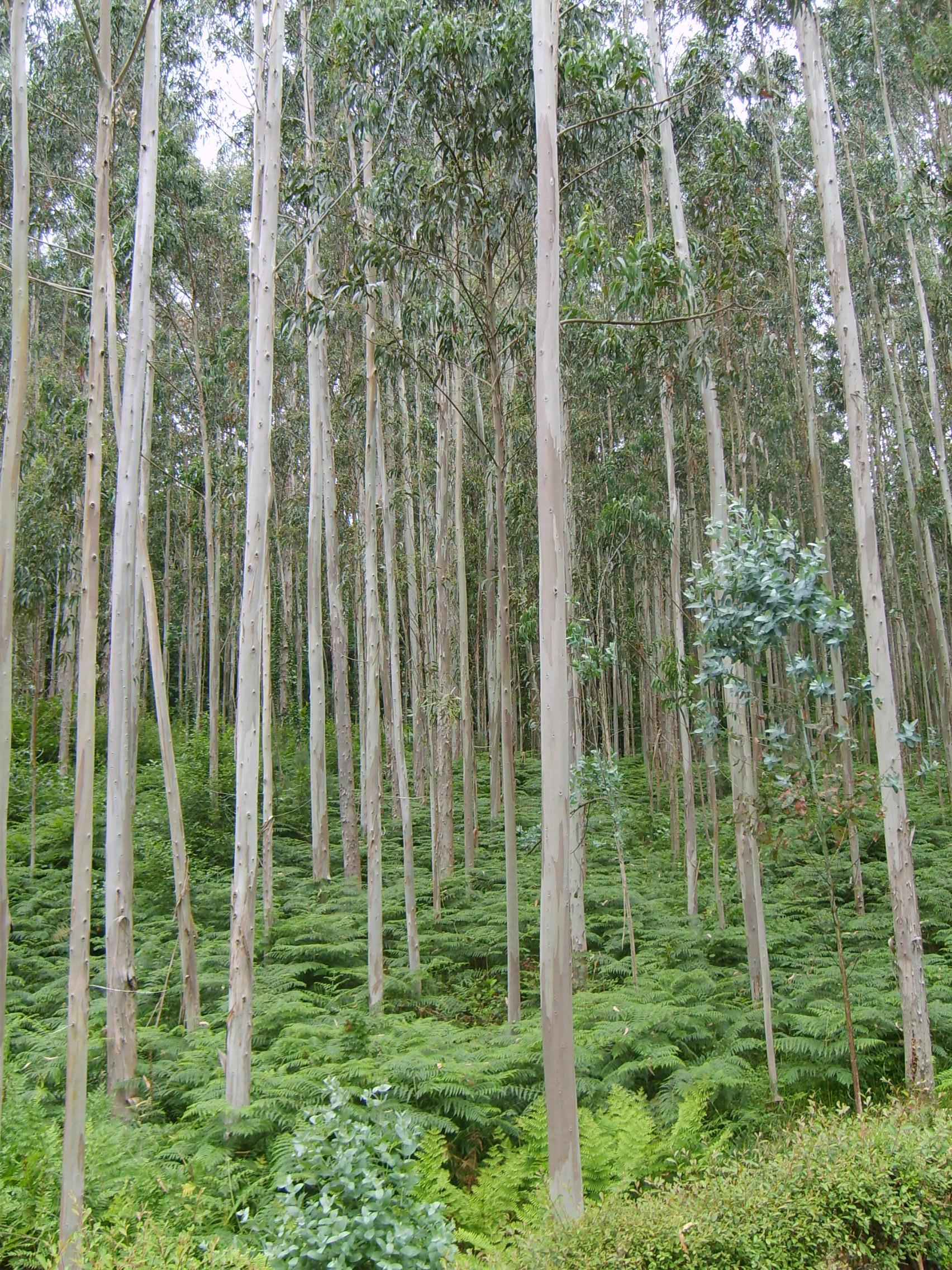
Plantation industrielle (souvent faites au détriment de la biodiversité originelle,) ; ici, en Galice, près de Viveiro, en Espagne. L'espèce illustrée est Eucalyptus globulus.

Les eucalyptus sont des arbres à croissance rapide et facile. Ils sont donc souvent plébiscités dans les programmes de foresterie industrielle dans les pays tropicaux, où ils s'acclimatent en général très facilement, y compris sur des terrains dégradés. Cependant, étant originaires d'Australie, ils peinent souvent à s'intégrer à l'écosystème local. Ils hébergent relativement peu de biodiversité, d'autant qu'un certain nombre de leurs propriétés les rendent hostiles aux espèces indigènes. D'énormes surfaces de forêt primaires ont ainsi été remplacées par des plantations d'eucalyptus en Californie, au Brésil et dans de nombreux pays d'Afrique comme Madagascar ou l'Afrique du Sud.
Les feuilles et les racines de l'Eucalyptus produisent une substance allélopathique : le 1,8-cinéole. C'est un agent puissant de destruction de certaines espèces d'herbacées et de bactéries du sol. Ces bactéries étant indispensables à la décomposition de la matière organique et au renouvellement des sols, il a généralement été constaté sur les grandes plantations monospécifiques une baisse de la biodégradabilité, et un appauvrissement notable du sol en azote et en minéraux (calcium en particulier). Des plantations sur terrain acidiphile ont montré, à l'inverse, une stabilisation de la biomasse microbienne et une augmentation de la minéralisation du carbone et de l'azote.
Dans certaines conditions, on observe une densification importante de la litière, les feuilles n'étant généralement pas dégradée par la biofaune du sol, ce qui empêche la poussée d'autres plantes sous les eucalyptus. Il est courant de rencontrer une modification de la porosité du sol, avec formation d'une couche hydrophobe d’origine organique. Dans une plantation d'eucalyptus, les minéraux du sol ne redeviennent disponibles qu’à partir de la deuxième année après la coupe des arbres. 

Une plantation d'eucalyptus de 15 ans contient moins de la moitié d'espèces végétales différentes qu'une plantation de chênes ou de châtaigniers du même âge.
Les eucalyptus forment des forêts particulièrement inflammables, et ont souvent contribué à une augmentation spectaculaire du nombre d'incendies dans les régions de grande plantation,.

## Économie
L'eucalyptus est planté dans de nombreuses régions du monde en raison de sa grande rentabilité. En effet, il pousse vite et donne un bois solide. Il est ensuite utilisé pour fabriquer de la pâte à papier, des poteaux électriques et des meubles, ou il sert de bois de chauffage ; on en fait aussi du charbon de bois. Poussant facilement dans les zones arides ou soumises à de grands vents, les haies d'eucalyptus constituent de bons coupe-vent. Enfin, étant de grands consommateurs d'eau, les eucalyptus ont souvent été utilisés efficacement pour assécher des marais pontins et des zones humides dans la région de Rome, notamment sous Mussolini.
Cette culture est cependant controversée, car cet arbre est très consommateur d'eau et il appauvrit les sols en minéraux,.

## Principales espèces

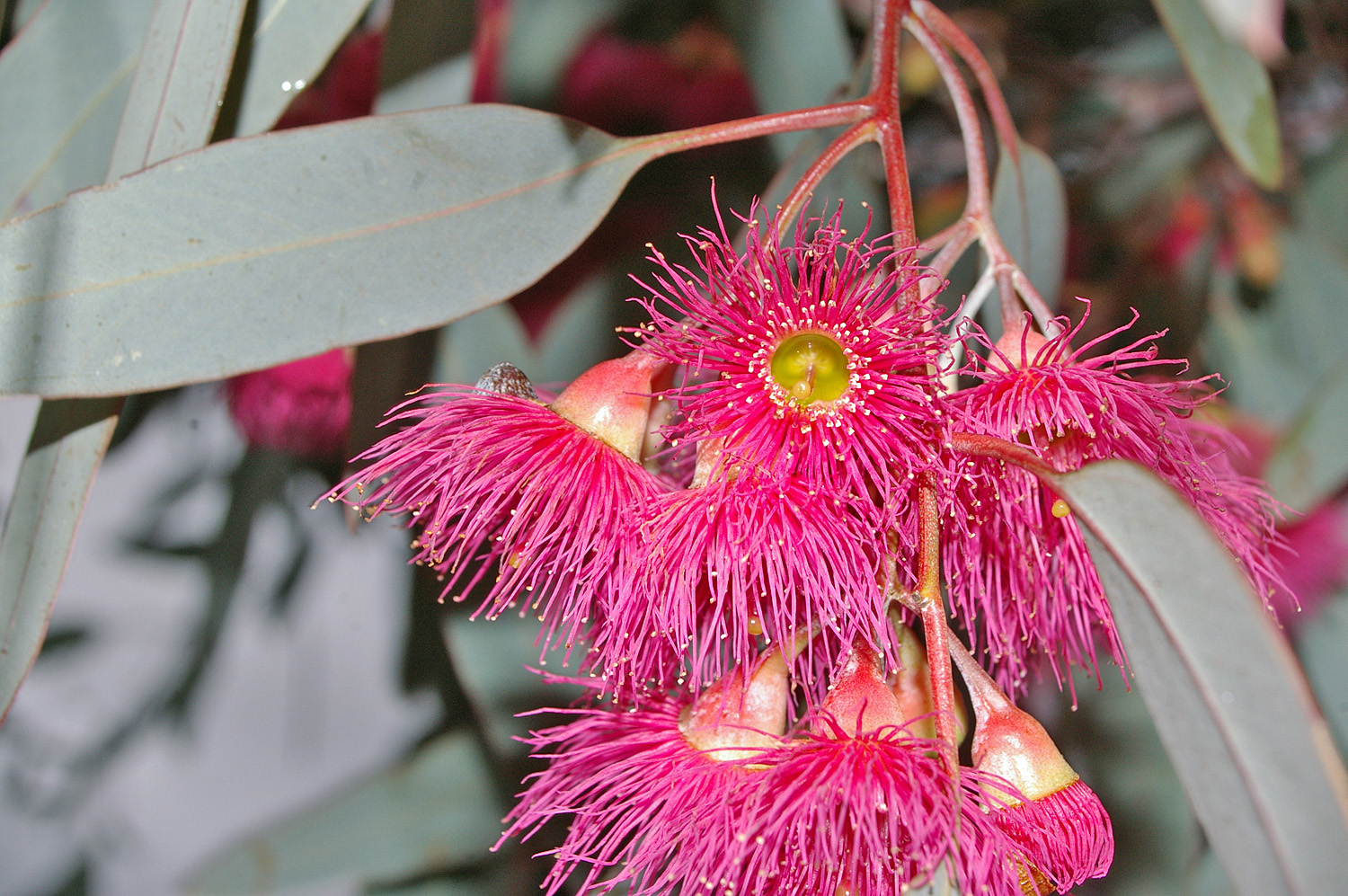
Eucalyptus sideroxylon.

Il y aurait environ 715 espèces d'eucalyptus admises.  Seules quelques-unes ou des hybrides ont été massivement introduites en Europe et dans d'autres régions tempérées et humides du globe.
Les espèces les plus connues sont :
- Eucalyptus camaldulensis : le gommier rouge ;
- Eucalyptus citriodora : l'eucalyptus citronné, renommé Corymbia citriodora en 1995 ;
- Eucalyptus cordata ;
- Eucalyptus dalrympleana : le gommier blanc des montagnes ;
- Eucalyptus deglupta : l'eucalyptus arc-en-ciel ;
- Eucalyptus delegatensis : le gommier alpin ;
- Eucalyptus glaucescens : le gommier de Tingaringy, espèce résistante au froid et se développant très rapidement ;
- Eucalyptus globulus : le gommier bleu ;
- Eucalyptus gundal : hybride de E. gunnii et E. dalrympleana, introduit en France dans un but de production de biomasse ;
- Eucalyptus gunnii : l'eucalyptus à feuilles rondes, utilisé pour parfumer de nombreux produits ménagers ;
- Eucalyptus pauciflora : dont une sous espèce E. pauciflora subsp. niphophila, l'eucalyptus à feuilles lancéolées, ou Gommier des neiges (nipho, neige en grec) est le plus rustique de son espèce (−20 °C) ;
- Eucalyptus radiata : l'eucalyptus radié ;
- Eucalyptus regnans : l'eucalyptus royal, le plus grand des eucalyptus ;
- Eucalyptus sideroxylon : l'eucalyptus à écorce de fer ;
- Eucalyptus smithii : l'eucalyptus de Smith ;
- Eucalyptus tasmaniensis : un des trois chênes de Tasmanie.

## Propriétés alimentaires et pharmaceutiques

### Toxicité
L'eucalyptus est toxique pour les humains et les animaux de manière générale. Il contient des glycosides cyanogéniques pouvant libérer de l'acide cyanhydrique, qui agit en bloquant la respiration cellulaire. Seul le koala a développé une résistance à cette toxicité.

### Utilisation en phytothérapie
L'eucalyptus est utilisé pour soigner les bronchites, la toux, les rhumes ou la sinusite,, pour ses vertus sur l'appareil respiratoire (rhinites, toux grasses, rhinopharyngites), dues surtout au cinéol (ou eucalyptol) contenu dans les feuilles. On peut en faire des fumigations, des infusions ou des décoctions, ou encore en extraire l'huile essentielle ou le transformer sous forme de gélules.
Il est utilisé en confiserie, principalement dans la fabrication de gommes au goût de menthe, ainsi que dans la fabrication de pastilles ou de pâtes destinées au traitement des maux de gorge[réf. nécessaire].

### Déplacement taxinomique
- Eucalyptus citriodora, l'eucalyptus citronné, voir : Corymbia citriodora.

## Galerie

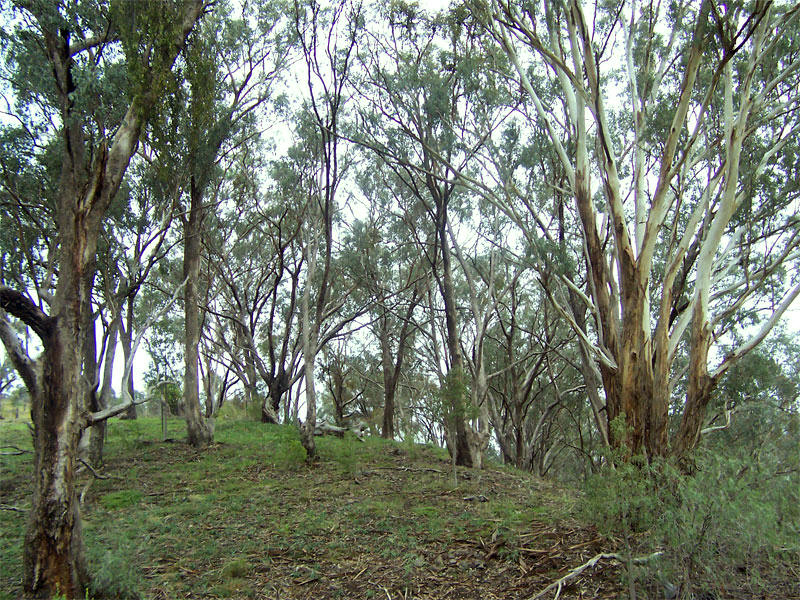
Forêt d'eucalyptus.
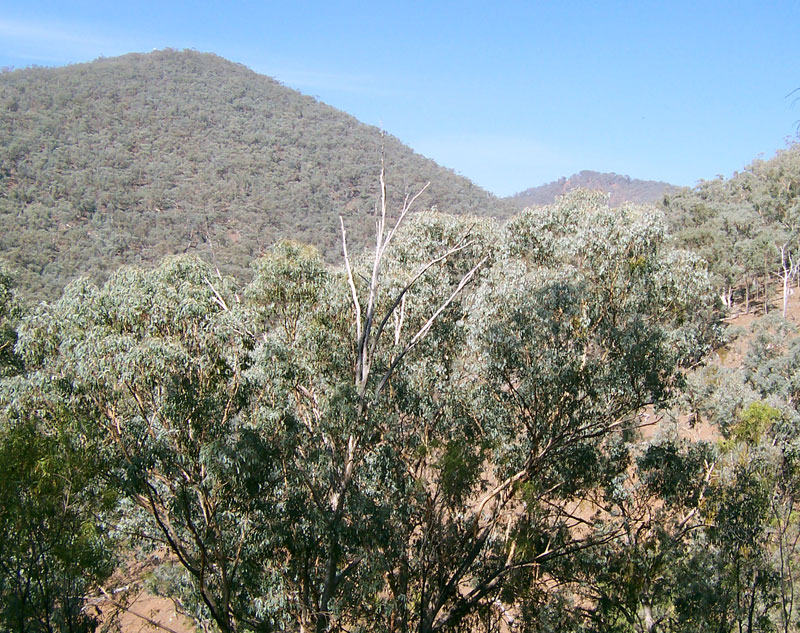
Forêt d'eucalyptus.
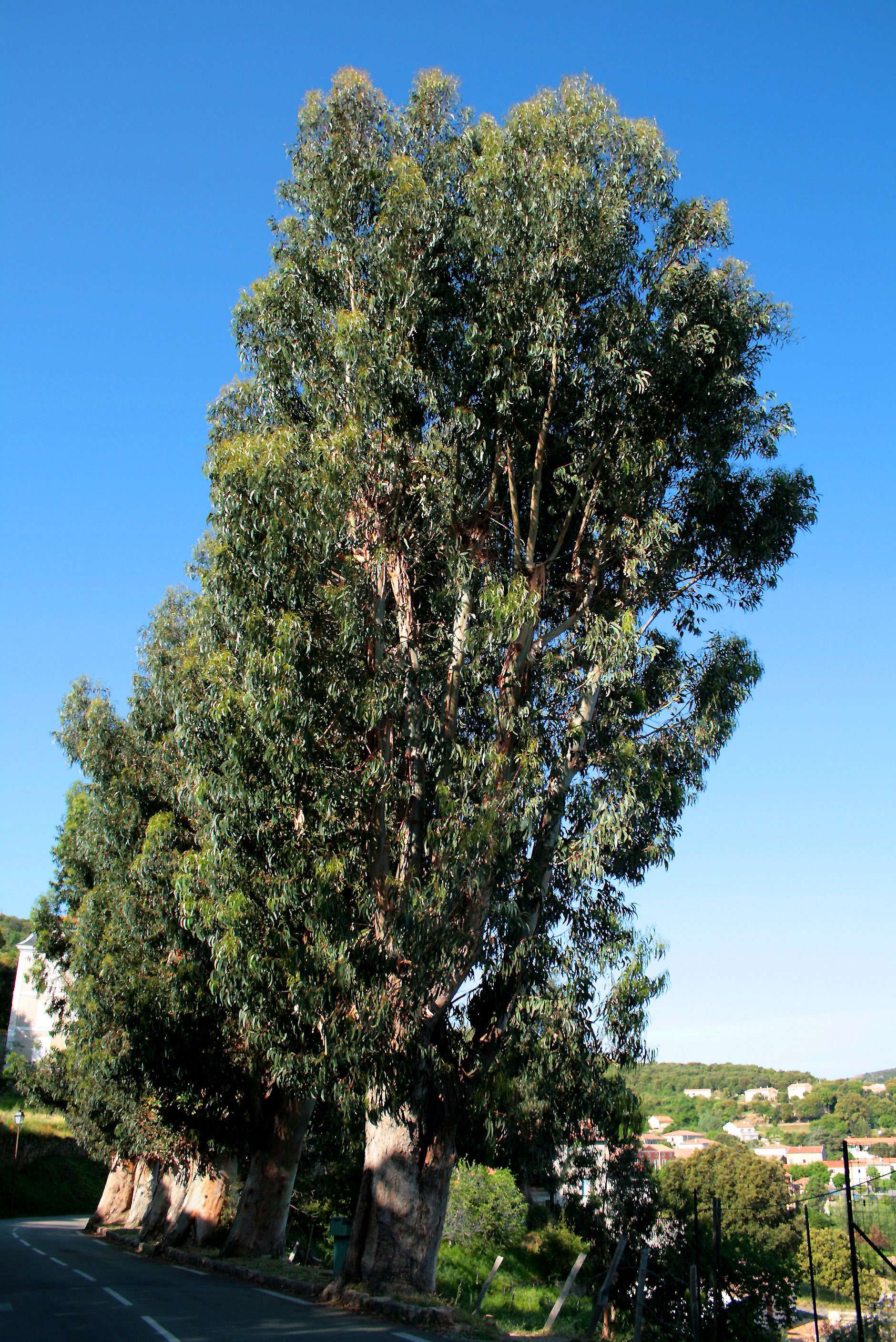
Allée d'eucalyptus à Piana.
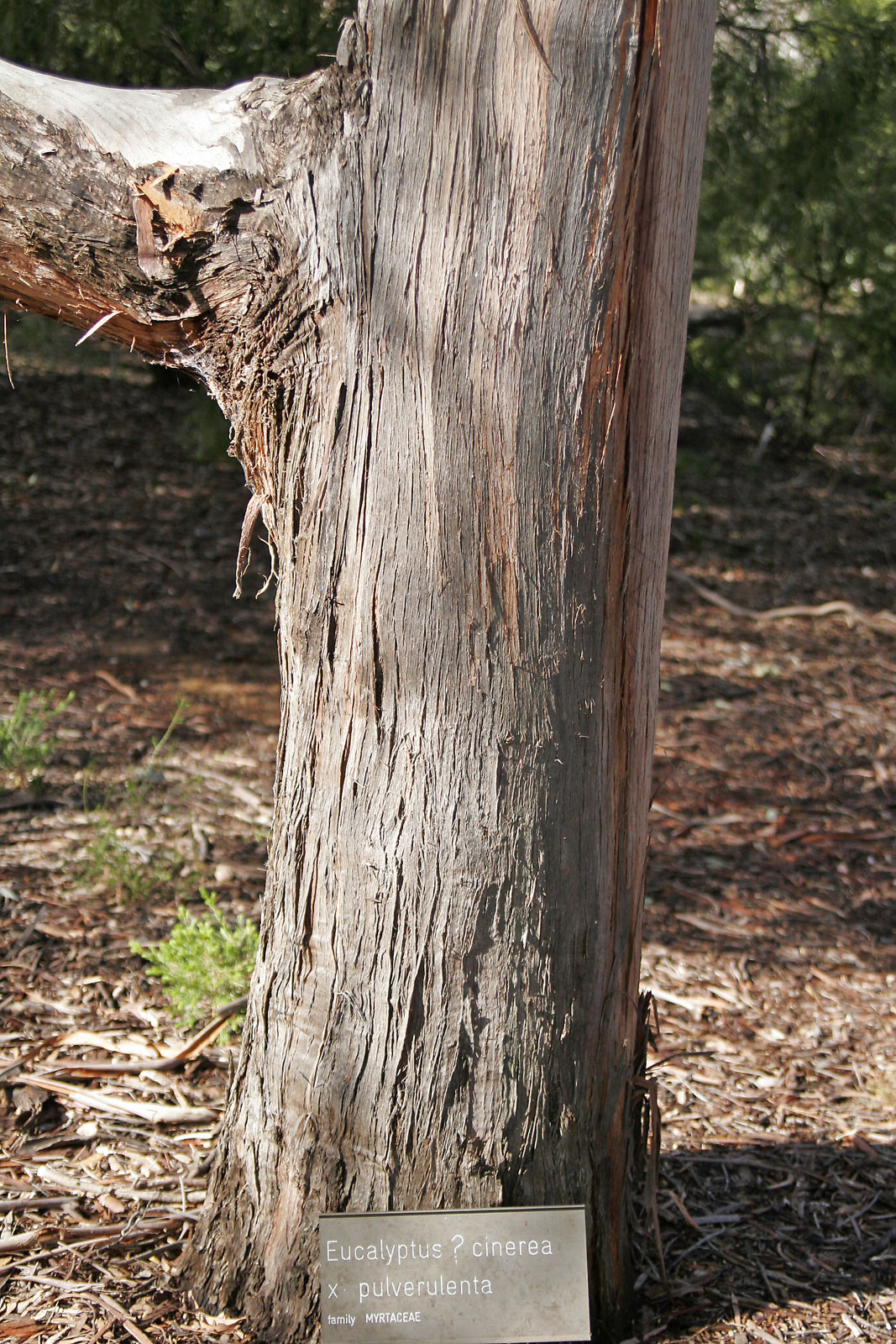
Eucalyptus.
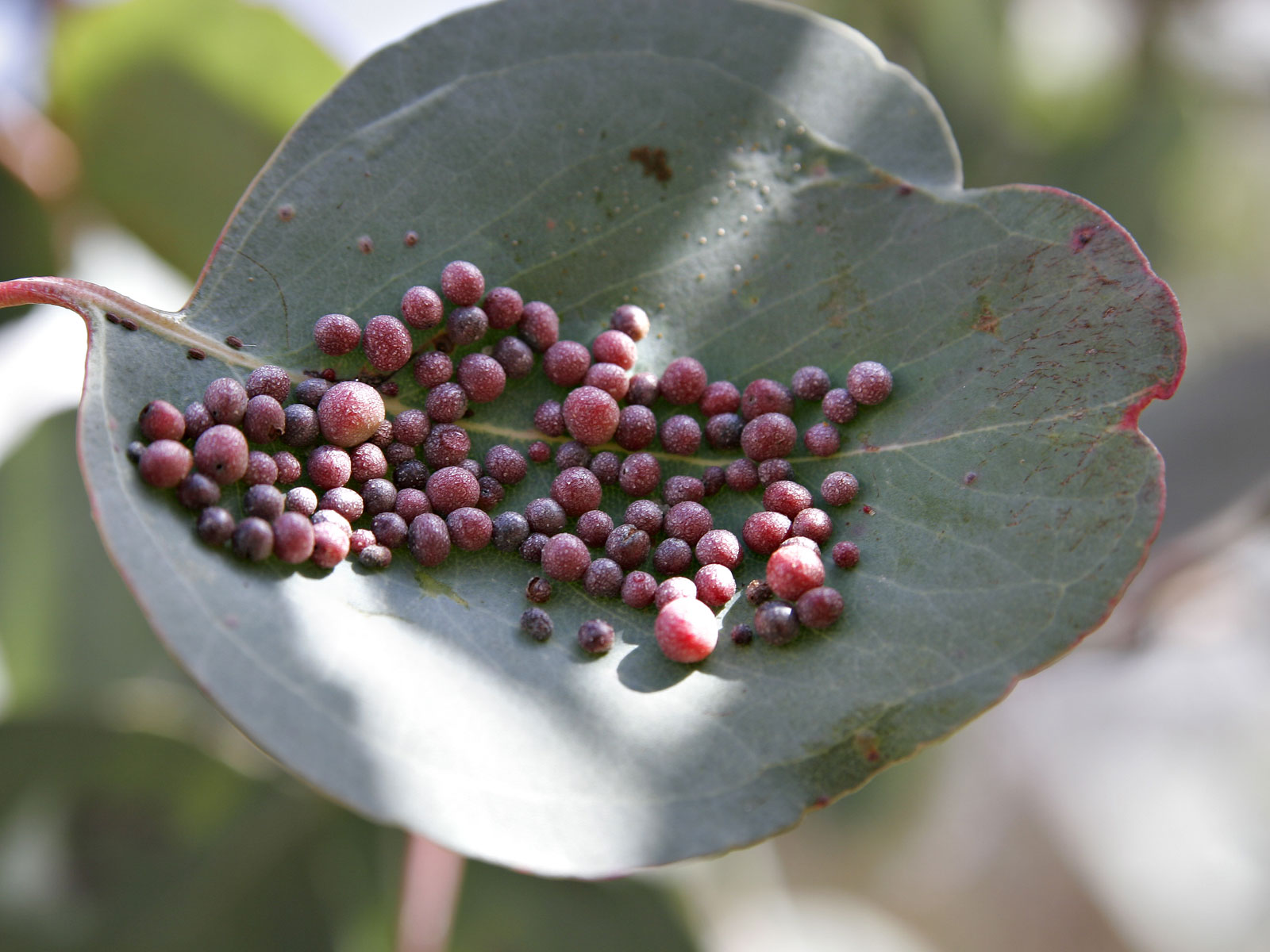
Galle d'eucalyptus.
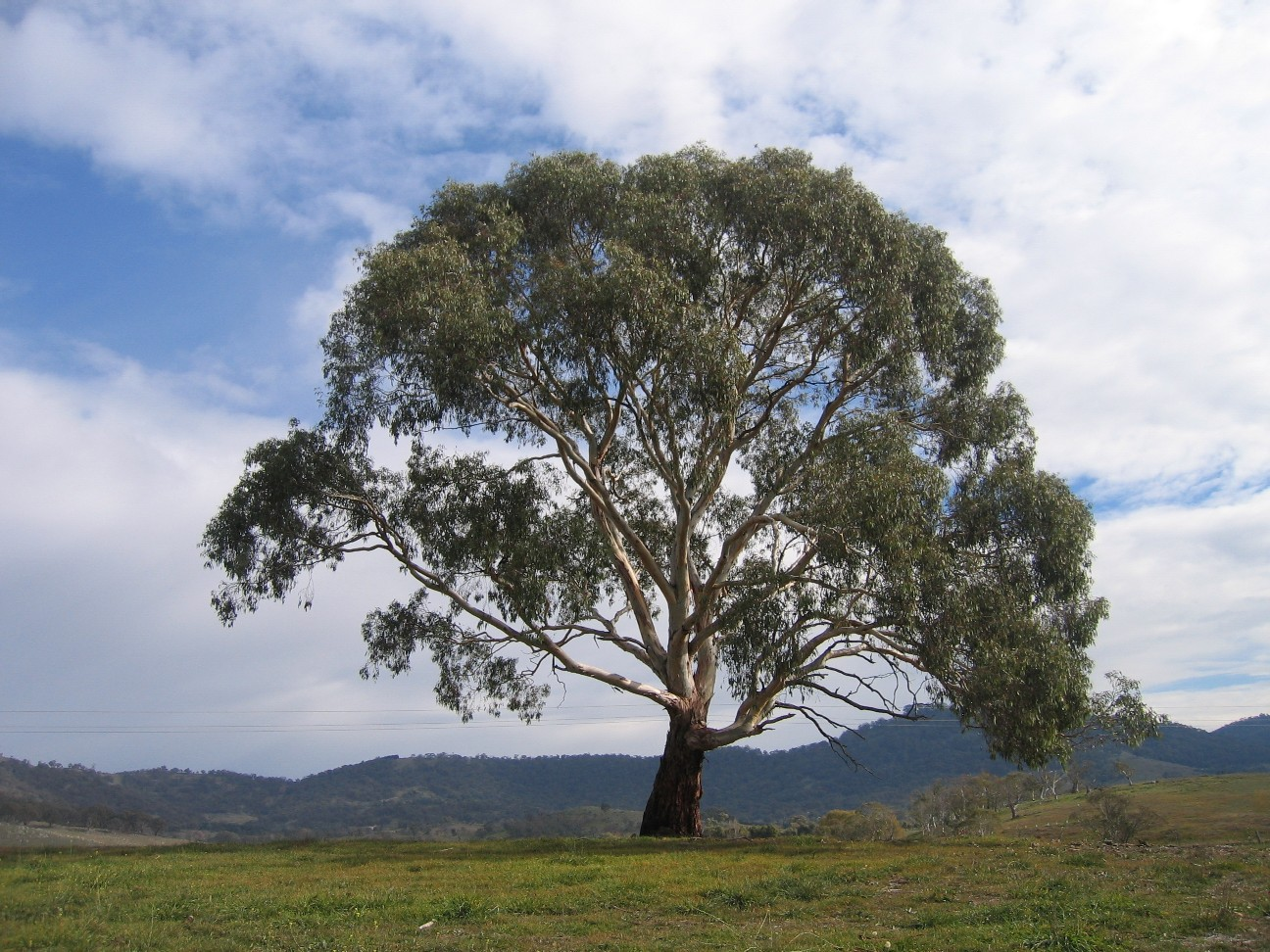
Eucalyptus.
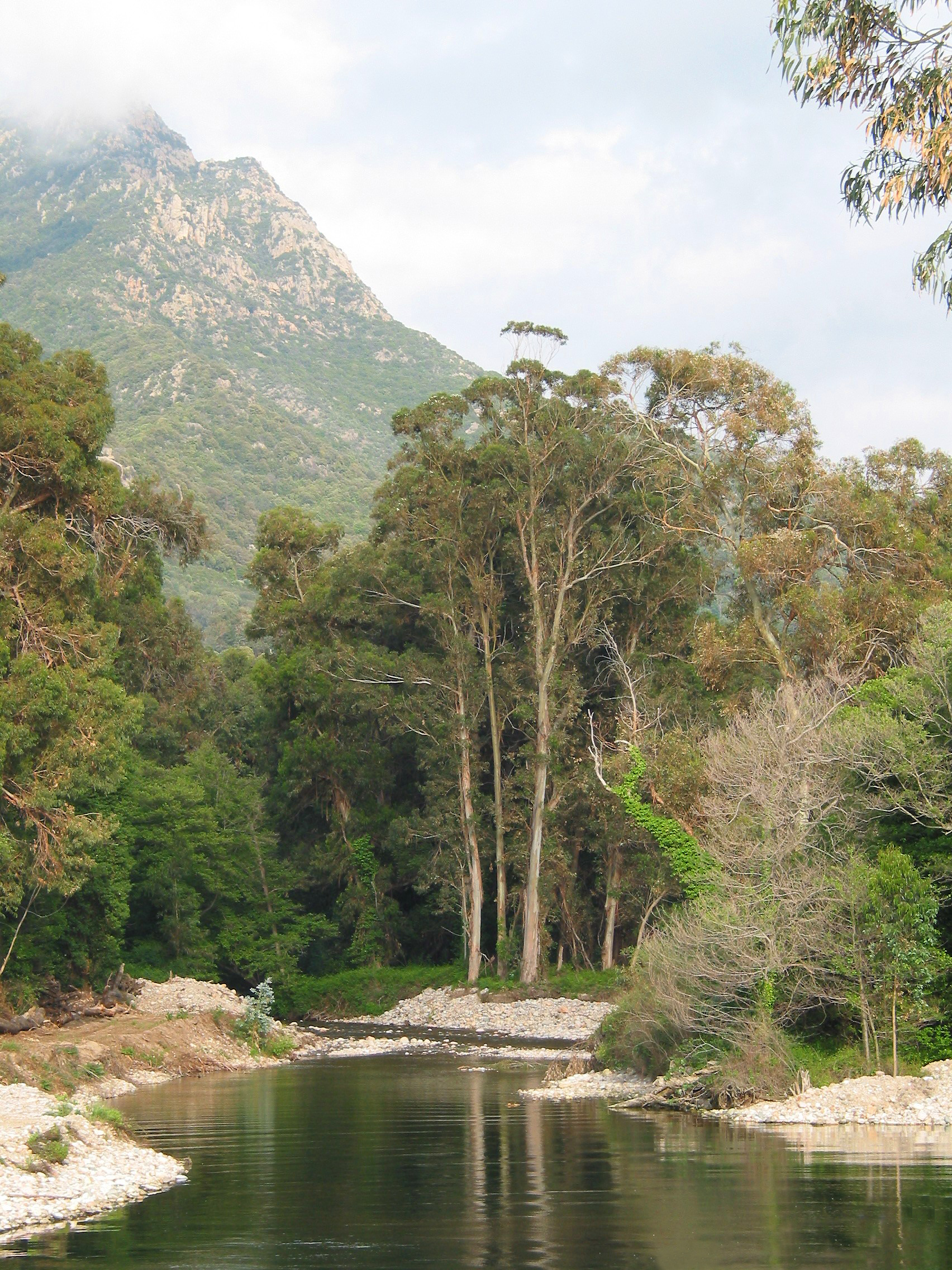
Bois d'eucalyptus - Ota (Corse-du-Sud), marina de Porto.
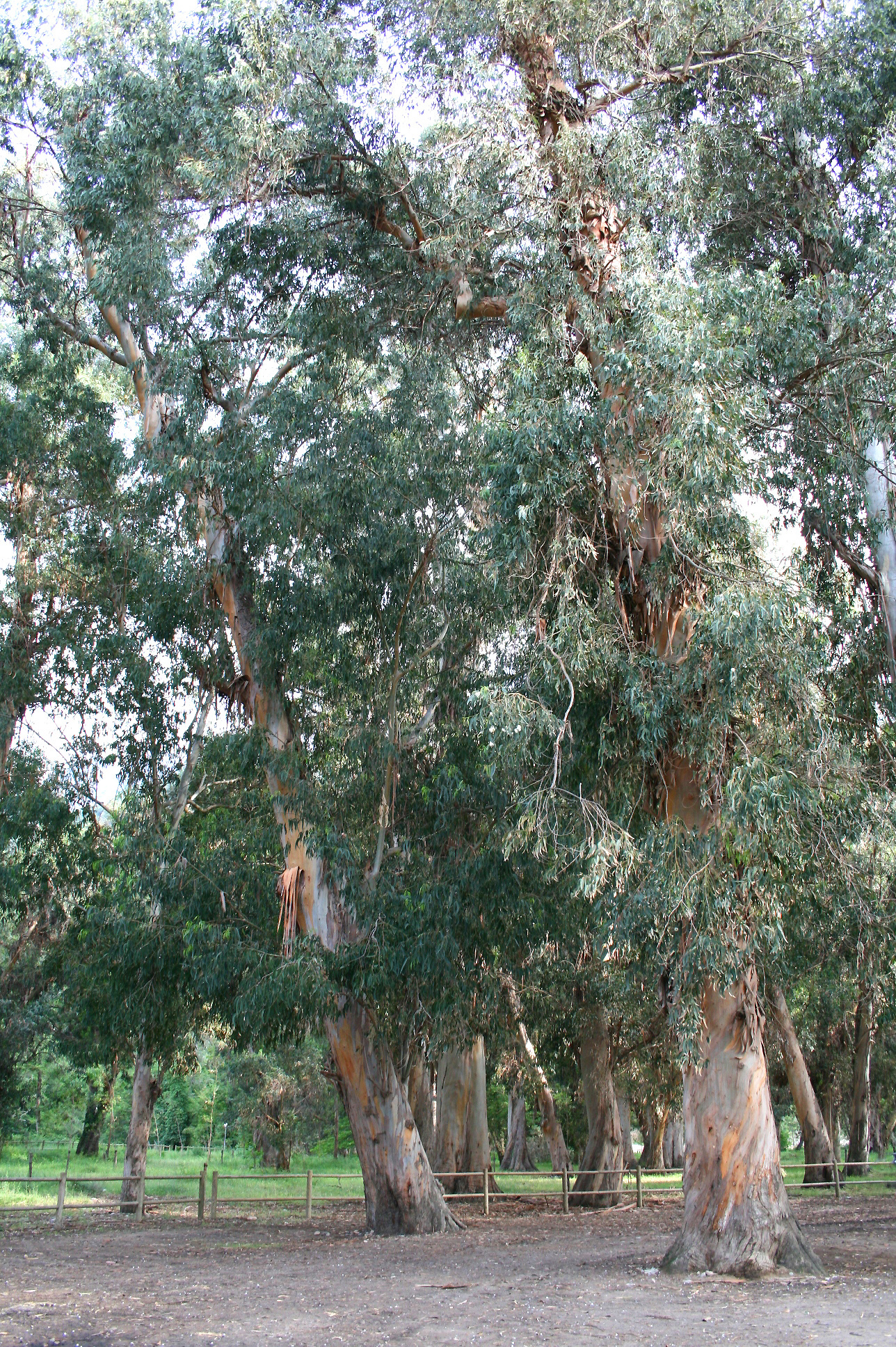
Bois d'eucalyptus - Ota (Corse-du-Sud), marina de Porto.
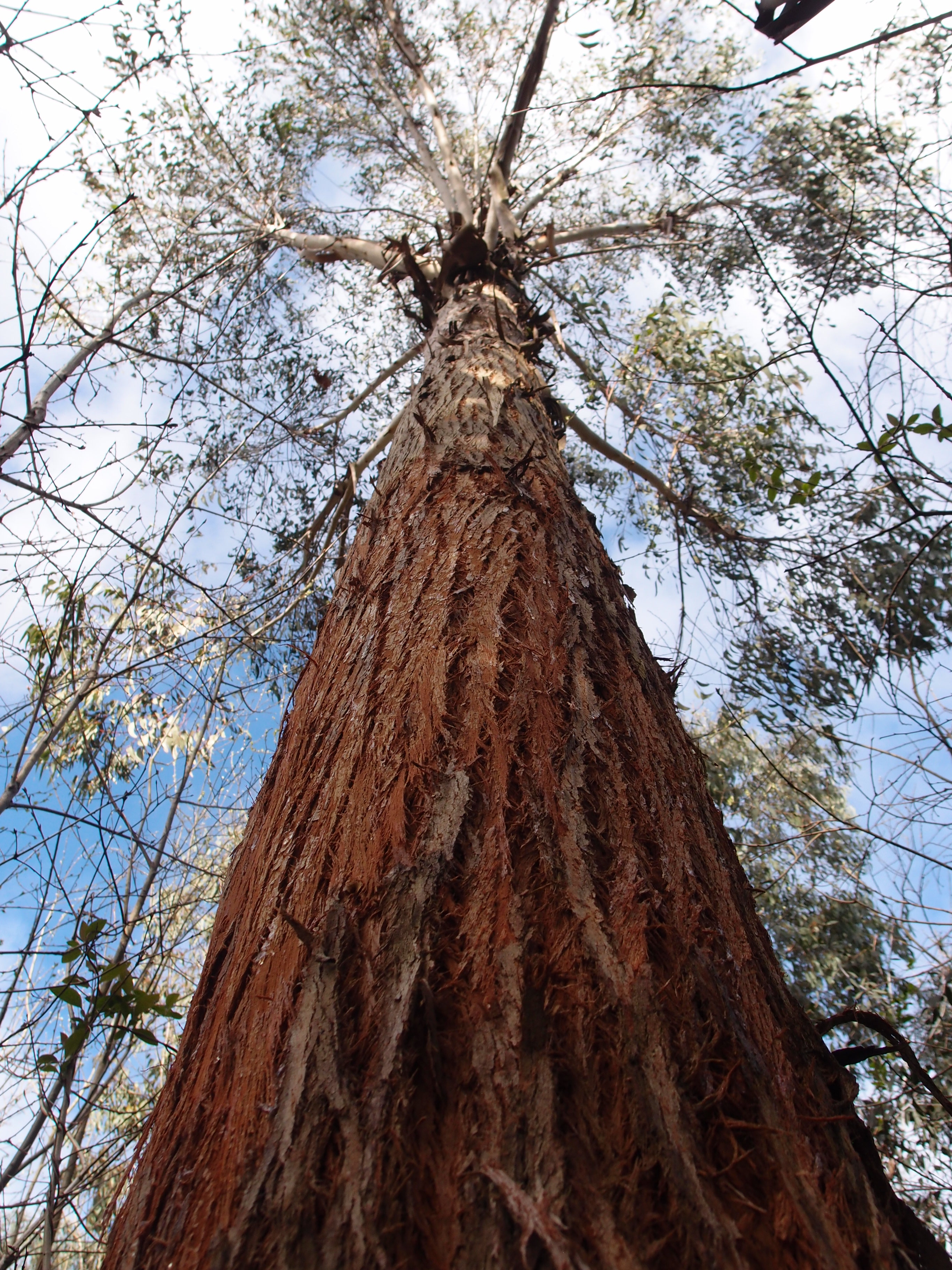
Eucalyptus delegatensis au jardin jungle en Normandie
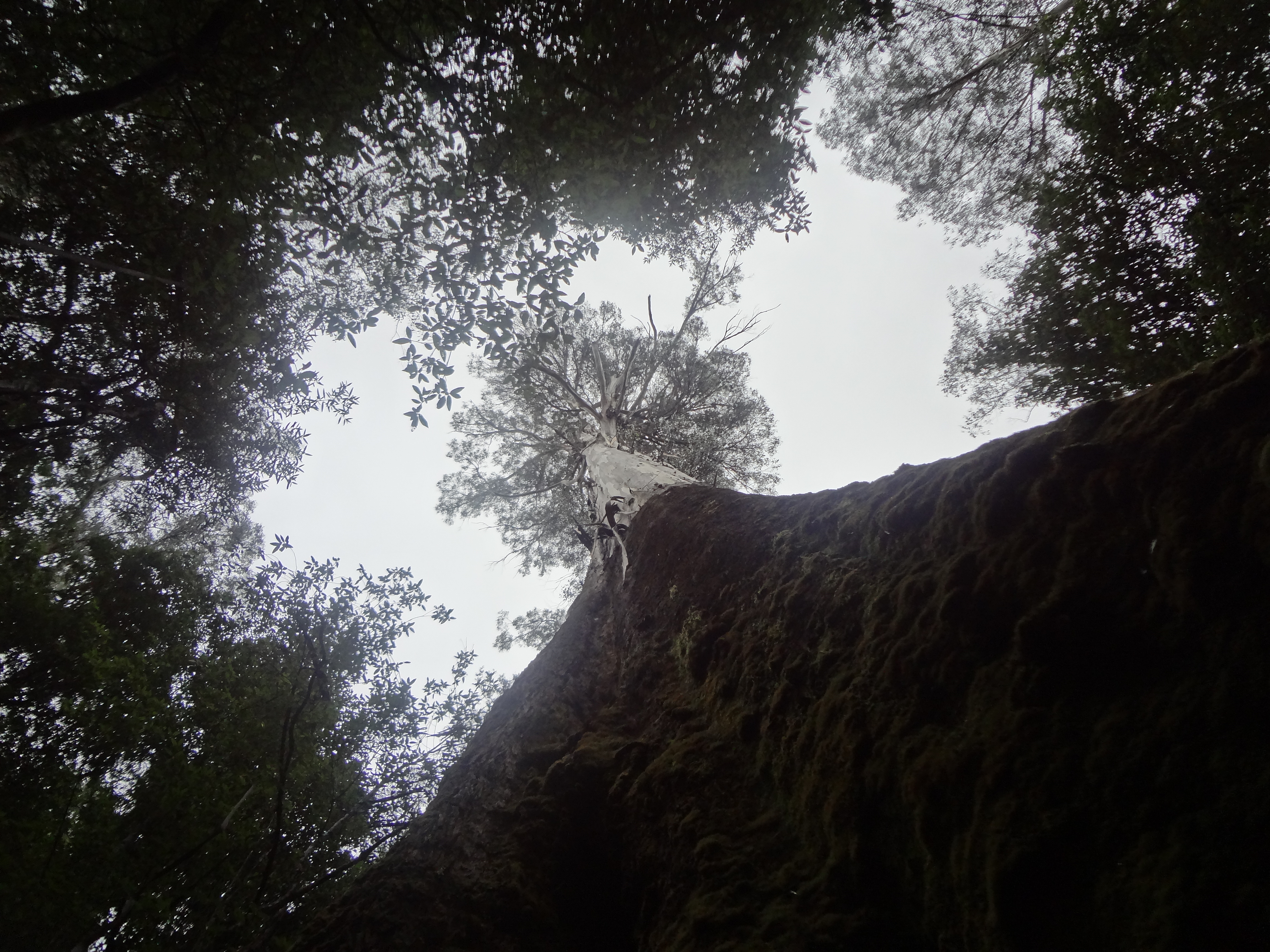
Eucalyptus regnans en Tasmanie